# Barney Pityana
Barney Pityana (født 7. august 1947) er en sydafrikansk menneskerettighedsforkæmper og teolog. 
Pityana var i sin ungdom medlem af African National Congress Youth League (ANCYL), og med til at starte South African Students Organisation sammen med Steve Biko. 
I dag arbejder Pityana for University of South Africa.
Han er en udtalt kritiker af den nuværende sydafrikanske præsident, Jacob Zuma.

## Ekstern links
Barney Pityanas profil på University of South Africas hjemmeside